# Spoorlijn Saint-Hilaire-du-Harcouët - Fougères
De spoorlijn Saint-Hilaire-du-Harcouët - Fougères was een Franse spoorlijn van Saint-Hilaire-du-Harcouët naar Fougères. De lijn was 36,0 km lang en heeft als lijnnummer 448 000.

## Geschiedenis
De lijn werd geopend door de Compagnie des chemins de fer de l'Ouest op 8 juli 1894. Op 17 oktober 1938 is de lijn gesloten voor personenvervoer. Tussen Saint-Hilaire-du-Harcouët en Les Loges-Marchis-Landivy was er goederenverkeer tot 1952 en tussen Les Loges-Marchis-Landivy en Fougères tot maart 1987. Tegenwoordig is de lijn volledig opgebroken.

## Aansluitingen
In de volgende plaatsen is of was er een aansluiting op de volgende spoorlijnen:
Saint-Hilaire-du-Harcouët
RFN 437 000, spoorlijn tussen Domfront en Pontaubault
Fougères
RFN 439 000, spoorlijn tussen Vitré en Pontorson